# Interma Trade
Interma Trade S.A. w likwidacji (d. Briju S.A., Futurat S.A.) – spółka akcyjna w likwidacji, wywodząca się od istniejącego od 1920 roku polskiego producenta biżuterii i właściciela sieci salonów jubilerskich.

## Historia

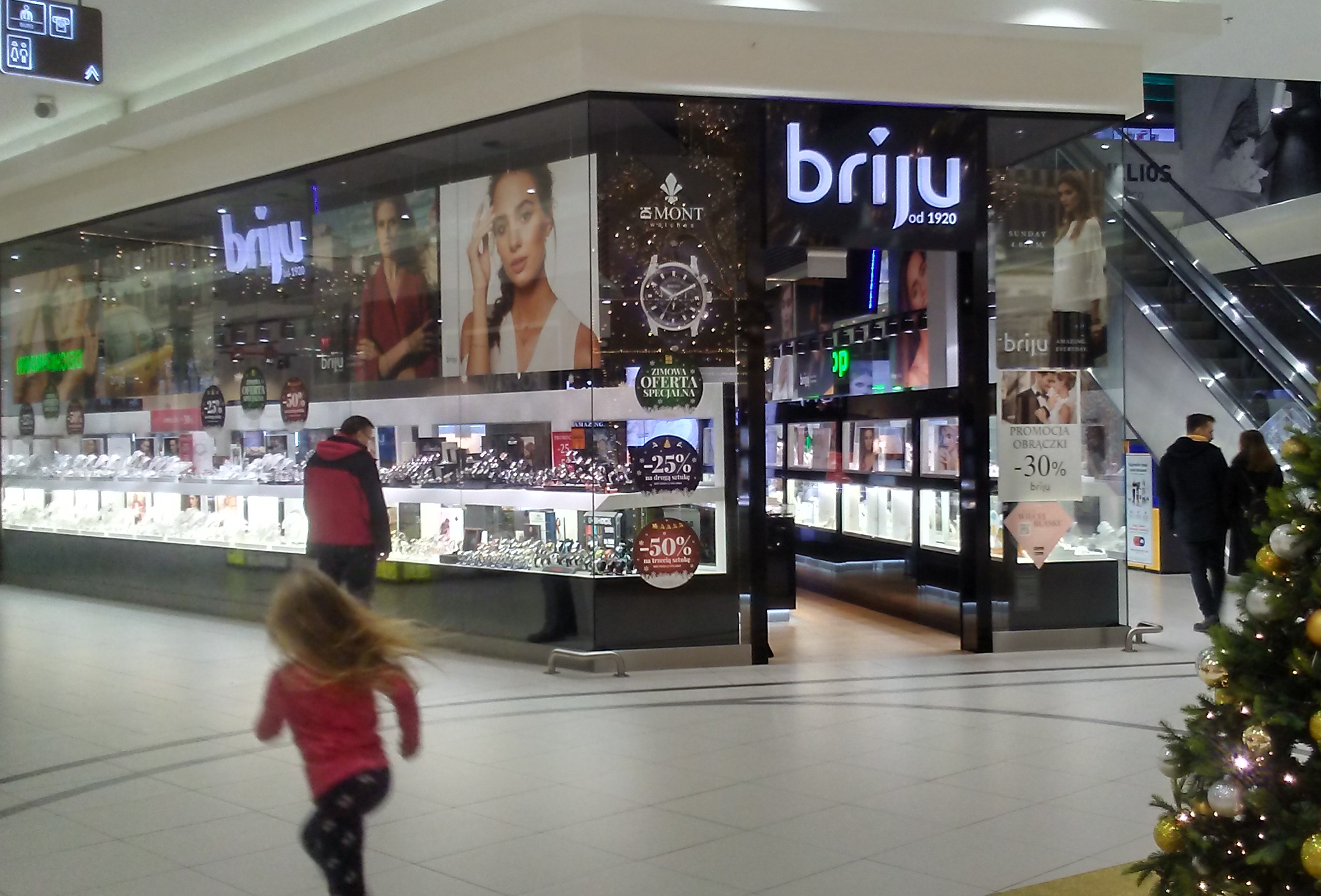
Salon Briju w Tomaszowie Mazowieckim

Przedsiębiorstwo Briju założył Jan Piotrowski w 1920, następnie prowadzone jest przez wnuków założyciela. Firma prowadziła salony jubilerskie głównie w galeriach handlowych. 
W 2000 powstał Futurat sp. z o. o., przekształcony w 2011 w spółkę akcyjną. Zmieniono wówczas nazwę na Briju.
Pierwszy salon Briju otwarto w 2013. Obecnie jest ich 70. Firma posiadała własny zakład jubilerski z działem projektowania w Gnieźnie, a 35% oferowanej w jej salonach biżuterii było wytwarzane w Polsce. Spółka eksportowała również swoje produkty złotnicze do: Niemiec, Danii, Belgii, Austrii, Szwecji, Holandii, Hiszpanii, Włoch, Słowacji, Czech, Litwy, Estonii, Słowenii i na Węgry. Firma zajmowała się również handlem hurtowym w segmencie metali szlachetnych, głównie złota i srebra. W 2014 Briju zatrudniało 122 pracowników etatowych, a w 2017 zatrudnienie wzrosło do 357 etatów. 
W 2017 zmieniono nazwę spółki na Interma Trade, a działalność salonów jubilerskich i produkcji biżuterii przeniesiono do spółki Briju 1920 sp. z o. o.).
W 2020 władze spółki zostały oskarżone o popełnienie przestępstw związanych z wyłudzeniami podatku VAT.
Od 2011 do 2022 spółka była notowana na Giełdzie Papierów Wartościowych w Warszawie. Początkowo na rynku NewConnect, a od 2014 roku na parkiecie głównym.

## Współpraca z polskimi projektantami
W 2015 Briju wyprodukowało kolekcje biżuterii „Wild&Heart” we współpracy z projektantem mody – Mariuszem Przybylskim. Jesienią tego samego roku do współpracy zaangażowano duet projektantów BOHOBOCO (Michał Gilbert Lach i Kamil Owczarek). Inauguracji kolekcji towarzyszyła kampania reklamowa ze fotografiami Heleny Norowicz.